# Queen + Adam Lambert 2019 North American Tour
Queen + Adam Lambert 2019 North American Tour – jedenasta trasa koncertowa Queen + Adam Lambert i trzecia trasa koncertowa w Ameryce Północnej, która odbyła się latem 2019 r. Obejmowała 23 koncerty.

## Program koncertów
1. „Innuendo” (wstęp z taśmy)
2. „Now I’m Here”
3. „Seven Seas of Rhye”
4. „Keep Yourself Alive”
5. „Hammer To Fall”
6. „Killer Queen”
7. „Don’t Stop Me Now”
8. „Somebody To Love”
9. „In The Lap of the Gods...Revisited”
10. „I’m In Love With My Car”
11. „Bicycle Race”
12. „Another One Bites The Dust”
13. „Machines (or’Back To Humans)”
14. „I Want It All”
15. „Love Of My Life”
16. „’39”
17. „Doing All Right”
18. „Crazy Little Thing Called Love”
19. Drum Solo
20. „Under Pressure”
21. „Dragon Attack”
22. „I Want To Break Free”
23. „You Take My Breath Away” (intro z taśmy)
24. „Who Wants To Live Forever”
25. Guitar Solo (Brian May w nie wplatał „New World”)
26. „Tie Your Mother Down”
27. „The Show Must Go On”
28. „Fat Bottomed Girls”
29. „Radio Gaga”
30. „Bohemian Rhapsody”
31. Eeoo Freddiego Mercury’ego z Wembley (1986)
32. „We Will Rock You”
33. „We Are The Champions”
34. „God Save The Queen”

W Vancouver zespół dodatkowo zagrał „One Vision”.

## Lista koncertów
1. 10 lipca 2019 – Vancouver, Kanada – Rogers Arena
2. 12 lipca 2019 – Tacoma, Waszyngton, USA – Tacoma Dome
3. 14 lipca 2019 – San Jose, Kalifornia, USA – SAP Center
4. 16 lipca 2019 – Phoenix, Arizona, USA – Talking Stick Resort Arena
5. 19 lipca 2019 – Los Angeles, Kalifornia, USA – The Forum
6. 23 lipca 2019 – Dallas, Teksas, USA – American Airlines Center
7. 24 lipca 2019 – Houston, Teksas, USA – Toyota Center
8. 27 lipca 2019 – Detroit, Michigan, USA – Little Caesars Arena
9. 28 lipca 2019 – Toronto, Kanada – Scotiabank Arena
10. 30 lipca 2019 – Waszyngton, USA – Capital One Arena
11. 31 lipca 2019 – Pittsburgh, Pensylwania, USA – PPG Paints Arena
12. 3 sierpnia 2019 – Filadelfia, Pensylwania, USA – Wells Fargo Center
13. 4 sierpnia 2019 – Boston, Massachusetts, USA – Xfinity Center
14. 6 sierpnia 2019 – Nowy Jork, Nowy Jork, USA – Madison Square Garden
15. 9 sierpnia 2019 – Chicago, Illinois, USA – United Center
16. 10 sierpnia 2019 – Saint Paul, Minnesota, USA – Xcel Energy Center
17. 13 sierpnia 2019 – Columbus, Ohio, USA – Nationwide Arena
18. 15 sierpnia 2019 – Nashville, Tennessee, USA – Bridgestone Arena
19. 17 sierpnia 2019 – Fort Lauderdale, Floryda, USA – BB&T Center
20. 18 sierpnia 2019 – Tampa, Floryda, USA – Amalie Arena
21. 20 sierpnia 2019 – Nowy Orlean, Luizjana, USA – Smoothie King Center
22. 22 sierpnia 2019 – Atlanta, Georgia, USA – State Farm Arena
23. 23 sierpnia 2019 – Charlotte, Karolina Północna, USA – Spectrum Center

## Źródła
- Queen + Adam Lambert Announce Summer 2019 ’Rhapsody’ North American Tour
- Queen Concerts